# Falagriini

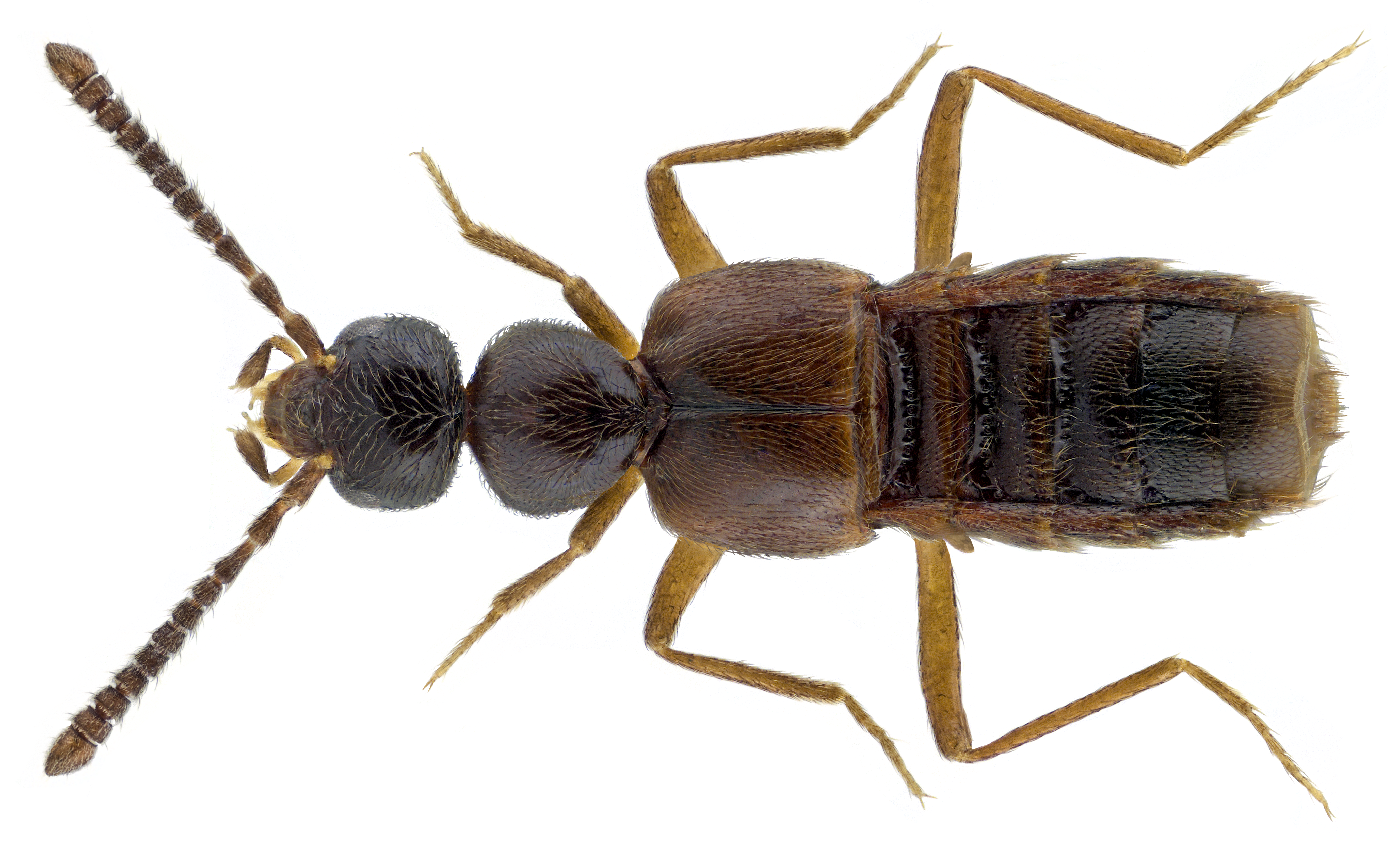
Cordalia obscura

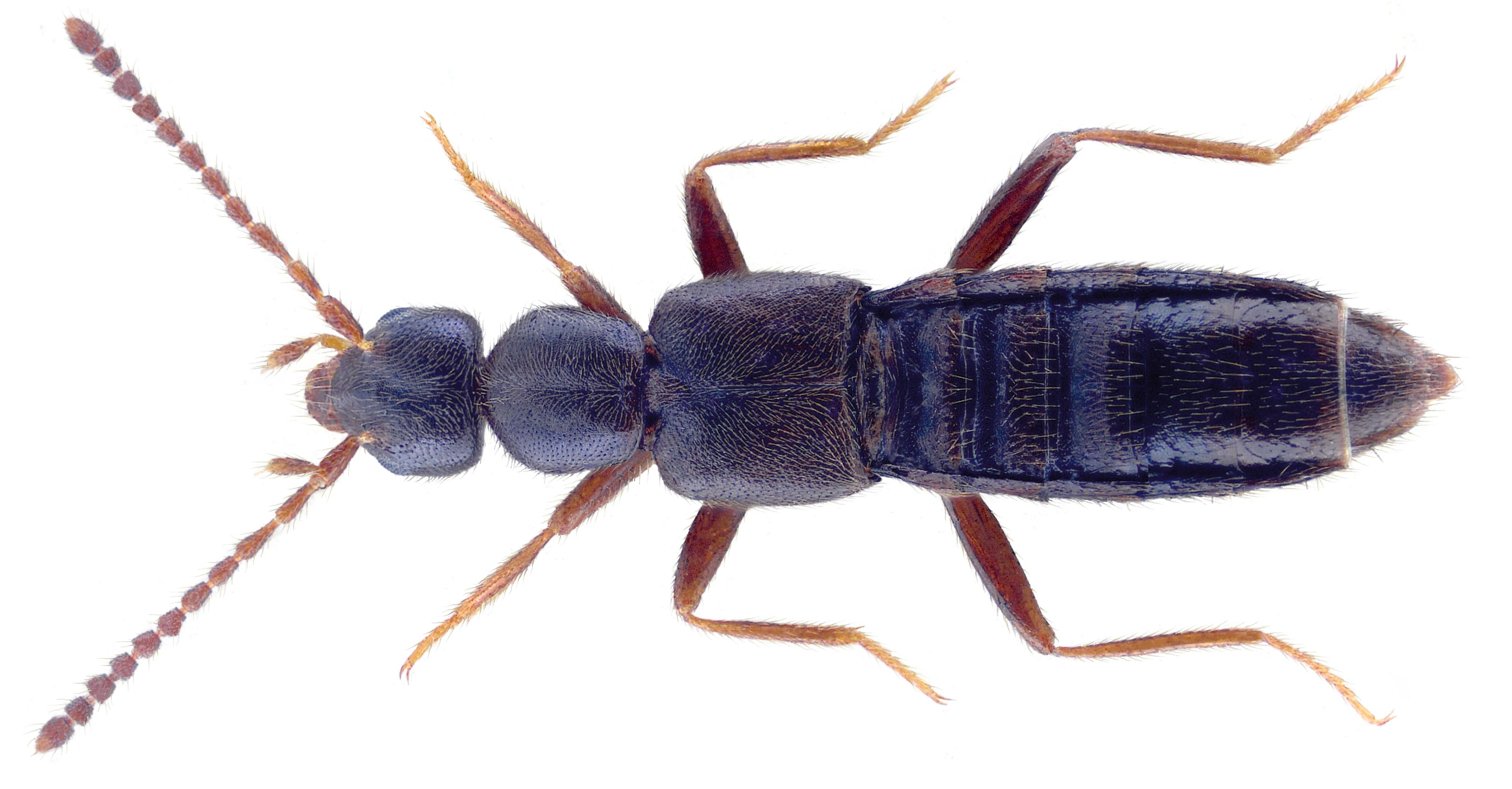
Myrmecopora uvida

Falagriini (лат.) — триба коротконадкрылых жуков из подсемейства Aleocharinae.
Включает около 30 родов и более 470 видов. Встречаются повсеместно. Свободноживущие хищники, некоторые прибрежные, а некоторые мирмекофилы или термитофилы.

## Описание
Представителей Falagriini можно узнать по следующей комбинации признаков: формула лапок 4-5-5 (4-4-5 у Bryobiota); голова с хорошо выраженной шеей, шея узкая, менее 1/2 ширины головы; переднеспинка сужена в основании, со слабой или очень сильной медиальной продольной бороздой; простернум обычно удлинен за прококсами, часто простирается латерально до гипомеры пронотума. Перитремы присутствуют вокруг мезостернальных спиралей, размер перитрем варьирует от очень маленького и лишь узко окружающего спирали, до очень крупных и заметных, но не сливающихся по средней линии, до очень крупный и слитный по средней линии.
Свободноживущие хищники, некоторые прибрежные, а некоторые мирмекофилы или термитофилы.

## Распространение
Встречаются повсеместно.

## Систематика
Включает около 30 родов и более 470 видов. Триба Falagriini филогенетически близка к трибе Sceptobiini.
Триба включена в крупнейшую кладу алеохариновых триб APL (Athetini — Pygostenini — Lomechusini clade), в которой 22 трибы и 8990 видов.
- Akrincastiba Pace, 2001
- Aleodorus Say, 1833
- Amechanopora Pace, 2004
- Ameipseusa Pace, 2003
- Anaulacaspis Ganglbauer, 1895
  - Anaulacaspis nigra (Gravenhorst, 1802)
- Bohemiellina Machulka, 1941
- Borboropora Kraatz, 1862
- Borneopora Pace, 2002
- Bryobiota Casey, 1893
- Cordalia Jacobs, 1925
  - Cordalia obscura (Gravenhorst, 1802)
- Drepanopora Bernhauer, 1908
- Eccoptoglossa Luze, 1904
- Euphorbagria Assing, 1997
- Falagria Leach, 1819
- Falagrioma Casey, 1906
  - Falagrioma thoracica (Stephens, 1832)
- Falagriota Casey, 1906
- Galafria Cameron, 1945
- Guajira Bierig, 1938
- Himalagria Assing, 2005
- Indomyrmecopora Assing, 1997
- Kompsatele Pace, 2015
- Leptagria Casey, 1906
- Lissagria Casey, 1906
- Lophagria Casey, 1906
- Myrmecocephalus MacLeay, 1873
- Myrmecopora Saulcy, 1865
  - Myrmecopora sulcata (Kiesenwetter, 1850)
- Pheifalagria Kistner & Zimmerman, 1986
- Pheigetoxenus Kistner, 1983
- Plesiosipalia Bernhauer, 1943
- Sabahopora Pace, 2015
- Scytoglossa Luze, 1904
- Termitolara Bernhauer, 1927
- Tropidera Bernhauer, 1908